# Amtsgericht Steinheim
Das Amtsgericht Nieheim war von 1879 bis 1978 ein Amtsgericht mit Sitz in Nieheim.

## Geschichte
In Nieheim bestand von 1849 bis 1879 die Gerichtsdeputation Nieheim des Kreisgerichts Höxter.
Im Rahmen der Reichsjustizgesetze wurden 1879 reichsweit einheitlich Oberlandes-, Land- und Amtsgerichte gebildet.
Das königlich preußische Amtsgericht Nieheim wurde mit Wirkung zum 1. Oktober 1879 als eines von 17 Amtsgerichten im Bezirk des Landgerichtes Paderborn im Bezirk des Oberlandesgericht Hamm gebildet. Der Sitz des Gerichts war die Stadt Nieheim.
Sein Gerichtsbezirk umfasste aus dem Kreis Höxter das Amt Harzberg, aus dem Amt Nieheim-Steinheim den Stadtbezirk Steinheim und die Gemeindebezirke Bergheim, Kempenfeldrom, Ottenhausen, Rolfzen, Sandebeck und Vinsebeck sowie aus dem Amt Vörden den Gemeindebezirke Hagedorn.
Am Gericht bestand 1880 eine Richterstelle. Das Amtsgericht war damit ein kleines Amtsgericht im Landgerichtsbezirk. Gerichtstage wurden in Lügde gehalten.
In Folge der Weltwirtschaftskrise wurden 60 Amtsgerichte als Folge von Sparverordnungen aufgehoben. Mit der Verordnung über die Aufhebung von Amtsgerichten vom 30. Juli 1932 wurde das Amtsgericht Nieheim zum 30. September 1932 aufgehoben und sein Sprengel aufgeteilt. Die Stadtgemeinde Nieheim und die Landgemeinden Born, Bredenborn, Entrup, Erpentrup, Eversen, Himmighausen, Holzhausen, Langeland, Merlsheim, Münsterbrock, Oeynhausen, Schöneberg und Sommersell wurden dem Amtsgericht Steinheim zugeordnet.
Mit dem Dritten Gesetz zur Änderung der Organisation der ordentlichen Gerichtsbarkeit vom 11. Juli 1978 wurde das Amtsgericht Steinheim zum 31. Dezember 1978 aufgehoben.